# Vlastiboř (kraj liberecki)
Vlastiboř – gmina w Czechach, w powiecie Jablonec nad Nysą, w kraju libereckim.
1 stycznia 2017 gminę zamieszkiwały 122 osoby, a ich średni wiek 50,4 roku.